# Sextuor à cordes de d'Indy
Pour les articles homonymes, voir Sextuor à cordes (homonymie).
Sextuor à cordes, op. 92, est une œuvre de musique de chambre de Vincent d'Indy composée en 1927 et 1928 pour sextuor à cordes.

## Présentation
Le Sextuor à cordes est composé par Vincent d'Indy à Agay pendant les étés 1927 et 1928, à l'intention de Joseph Calvet. La partition, l'opus 92 du compositeur, est écrite pour un sextuor à cordes constitué de deux violons, deux altos et deux violoncelles, « dans l'esprit de l'ancienne suite instrumentale », à l'instar de la Suite en parties, le précédent opus de d'Indy,.
L’œuvre est dédiée à Pierre de Bréville et créée à la Société nationale de musique le 26 janvier 1929 à Paris, salle Chopin (Pleyel), par le Quatuor Calvet et Mmes Pascal (alto) et Bergeron (violoncelle),.
La partition est publiée en 1929 par les éditions Heugel.

## Structure et analyse
Le Sextuor à cordes, d'une durée moyenne d'exécution d'une vingtaine de minutes environ, est constitué de trois mouvements : 
1. Entrée en sonate, « résolument animé », à 
, une « page animée, et construite sur trois motifs chantants[1] » ;
2. Divertissement, « animé », à 
, un « scherzo qui fait dialoguer deux thèmes, l'un populaire, l'autre mystique[6] » ; le premier thème, « dans le style populaire, utilise l'un de ces thèmes des Cévennes chers à d'Indy, l'autre, de sentiment religieux et joué en sourdines, traduit un sentiment mystique à l'aide d'accords suaves et sons harmoniques[1] » ;
3. Thème, variations et finale, « lent et expressif », à 
 ; considéré par d'Indy comme un hommage à Schumann, ce finale, précédé de variations, « s'achève dans une atmosphère apaisée, mise en valeur par le timbre voilé de l'alto[1] ».

## Discographie
- Vincent d'Indy, intégrale des quatuors à cordes, 2 CD, Quatuor Joachim (avec François Méreaux, alto, et Michel Poulet, violoncelle, pour le Sextuor), Calliope 9891.2, 2002[7].